# Laakarta
Laakarta ou Laâkarta est une ville située dans la province de Safi, dans la région Marrakech-Safi, au Maroc. Selon le recensement de 2012, la population à Laakarta est de 3 487 habitants contre 5 297 en 2024.